# Dan Jedlička
Dan Jedlička (* 12. prosince 1973 Opava) je český básník, překladatel z angličtiny, nakladatelský redaktor a pedagog.

## Život
Vystudoval Slezskou univerzitu v Opavě (bakalářský obor učitelství angličtiny, 1992–1995) a Masarykovu univerzitu v Brně (magisterská kombinace anglická filologie – česká filologie, 1996–2001). V roce 2014 dokončil roční prezenční studijní program Contemporary Literature (současná literatura) na University of Liverpool, kde získal titul Master of Arts (MA). Jako asistent na Ústavu cizích jazyků Filozoficko-přírodovědecké fakulty Slezské univerzity se zabýval současnou britskou poezií a překladatelstvím. V současné době působí na Střední škole průmyslové a umělecké v Opavě, kde vyučuje češtinu a angličtinu.
Od roku 2006 se jako šéfredaktor podílí na provozu a činnosti nezávislého nakladatelství Perplex, jež se zaměřuje převážně na současnou českou poezii. Pro toto nakladatelství edičně připravil k vydání více než čtyři desítky knižních titulů; je také jedním z jeho kmenových autorů.
Jeho sbírka Sbohem malé nic (2014) byla nominována na cenu Magnesia Litera 2015 v kategorii poezie. O deset let později kniha vyšla ve druhém, rozšířeném vydání a v nové grafické úpravě.
V roce 2016 byl jedním ze tří českých finalistů mezinárodní literární soutěže Dresdner Lyrikpreis / Drážďanská cena lyriky. V letech 2016–2018 externě spolupracoval s literárním časopisem Host, v němž měl na starosti rubriku pro začínající autory Hostinec. V roce 2019 byl společně s Radkem Fridrichem editorem výběrové ročenky Nejlepší české básně 2019.

## Dílo

### Básnické sbírky
- Mimoběžky (Perplex, 2007)
- Sbohem malé nic (Perplex, 2014; 2. vydání 2024) – nominace na cenu Magnesia Litera 2015[3]

### Překlady
- Wang Wej: Ptačí křik (Perplex, 2009) – výbor z díla staročínského básníka v překladech a parafrázích
- Roger McGough: Někdo přijde a udělá to za mě líp (Perplex, 2011) – výbor z poezie současného britského básníka[4]

### Účast ve sbornících a antologiích (výběr)
- Sborník Literární ceny Vladimíra Vokolka 2008 (Děčín: Městská knihovna, 2008)
- Sto nejlepších českých básní (Brno: Host, 2012)
- Nejlepší české básně 2014 (Brno: Host, 2014)
- Signum: Sonderheft Dresdner Lyrikpreis 2016 (Dresden: Norbert Weiß / SIGNUM e.V, 2016)
- Šnyt (Brno: Větrné mlýny, 2024)

### Editor
- Nejlepší české básně 2019 (Brno: Host, 2019) – spolu s Radkem Fridrichem